# Парламентские выборы в Тонге (2008)
Досрочные парламентские выборы в Тонге проходили 23 и 24 апреля 2008 года для избрания депутатов Законодательного собрания Тонги. Представители от аристократии избирались 23 апреля, а всенародные выборы 9 народных представителей прошли 24 апреля. Всего проголосовало 32 тыс. человек, явка составила 48 %

## Предвыборная обстановка и выборы
На 9 мест народных представителей претендовал 71 кандидат, среди которых было восемь женщин. Все девять должностных лиц баллотировались на переизбрание, из них шестеро сохранили свои места. Большинство демократических депутатов были переизбраны, несмотря на несколько обвинений в подстрекательстве к мятежу в 2006 году в связи с беспорядками в Нукуалофе. Все девять избранных депутатов были активистами демократической партии.
Эти выборы были последними перед ожидавшимися демократическими реформами, которые должны были быть проведены в 2010 году, что изменило бы распределение мест следующим образом: 17 депутатов будут избираться всенародным голосованием, девять депутатов будут избраны дворянами, а четыре депутата назначены королем.
Вилиами Уасике Лату попросил провести повторный подсчёт голосов в округе Вавау, который он оспаривал, поскольку уступил победителю лишь 51 голос; пересчёт проводился с 5 по 9 мая в канцелярии губернатора Вавау. Однако в результате пересчёта Лату проиграл после увеличения количества голосов в пользу Самиу Куита Вайпулу с 1 896 до 1 902, в то время как количество голосов за Лату сократилось с 1 845 голосов до 1 843.

## Результаты
|  | Партия                                                                    | Голосов | %     | Мест |
|  | Движение за права человека и демократию                                   | 21 914  | 28,36 | 4    |
|  | Независимые                                                               | 41 798  | 54,09 | 3    |
|  | Народно-демократическая партия                                            | 10 798  | 13,97 | 2    |
|  | Партия устойчивого развития нации                                         | 2768    | 3,58  | 0    |
|  | Аристократия                                                              | —       | —     | 9    |
|  | Члены Тайного совета, назначенные королём                                 | —       | —     | 12   |
|  | Губернаторы, назначенные королём                                          | —       | —     | 2    |
|  | Всего                                                                     | 77 278  | 100   | 30   |
|  | Источник: Matangi Tonga Архивная копия от 28 июня 2008 на Wayback Machine |         |       |      |